# 76P/West-Kohoutek-Ikemura
76P/West-Kohoutek-Ikemura – kometa krótkookresowa, należąca do rodziny Jowisza.

## Odkrycie
Kometa została po raz pierwszy zauważona przez Richarda M. Westa w styczniu 1975 roku w Europejskim Obserwatorium Południowym (La Silla, Chile) na płycie fotograficznej z 15 października 1974 roku. W lutym 1975 również Luboš Kohoutek dopatrzył się komety w dokumentacji fotograficznej z 9 lutego 1975. 1 marca tegoż roku również Toshihiko Ikemura dokonał obserwacji tej komety.
W nazwie znajdują się nazwiska wszystkich trzech odkrywców.

## Orbita komety i właściwości fizyczne
Orbita komety 76P/West-Kohoutek-Ikemura ma kształt elipsy o mimośrodzie 0,53. Jej peryhelium znajduje się w odległości 1,6 j.a., aphelium zaś 5,34 j.a. od Słońca. Jej okres obiegu wokół Słońca wynosi 6,48 roku, nachylenie do ekliptyki to wartość 30,45˚.
Jądro tej komety ma rozmiary 0,66 km.